# Іванковецька сільська рада (Бердичівський район)
Іванковецька сільська рада — колишня адміністративно-територіальна одиниця та орган місцевого самоврядування у Білопільському, Бердичівському районах і Бердичівській міській раді Бердичівської округи, Вінницької й Житомирської областей Української РСР та України з адміністративним центром у с. Іванківці.

## Населені пункти
Сільській раді були підпорядковані населені пункти:
- с. Іванківці
- с. Семенівка

## Населення
Відповідно до перепису населення СРСР, станом на 17 грудня 1926 року, чисельність населення ради становила 1 800 осіб, з них, за статтю: чоловіків — 871, жінок — 929; етнічний склад: українців — 1 741, росіян — 7, євреїв — 18, поляків — 41. Кількість господарств — 395, з них несільського типу — 7.
Відповідно до результатів перепису населення СРСР, кількість населення ради, станом на 12 січня 1989 року, становила 2 095 осіб.
Станом на 5 грудня 2001 року, відповідно до перепису населення України, кількість мешканців сільської ради становила 1 732 особи.

### Мова
Розподіл населення за рідною мовою за даними перепису 2001 року:
| Мова       | Відсоток |
| ---------- | -------- |
| українська | 97,46 %  |
| російська  | 2,25 %   |
| болгарська | 0,17 %   |
| молдовська | 0,06 %   |

## Склад ради
Рада складалася з 16 депутатів та голови.

## Керівний склад сільської ради
| ПІБ                        | Основні відомості                                                                                         | Дата обрання | Дата звільнення |
| -------------------------- | --- | ------------ | --------------- |
| Шеретун Микола Миколайович | Сільський голова , 1951 року народження, освіта                                                           | 26.03.2006   | 31.10.2010      |
| Шеретун Микола Миколайович | Сільський голова , 1951 року народження, освіта середня спеціальна, член політичної партії «Наша Україна» | 31.10.2010   |                 |

Примітка: таблиця складена за даними джерела

## Історія
Створена 1923 року в складі с. Іванківці та хутора Верезумського Пузирецької волості Бедичівського повіту Київської губернії. Станом на 16 червня 1926 року значаться сільськогосподарські кооперативи «Комунар» та «Червона Зірка».
Станом на 1 вересня 1946 року сільська рада входила до складу Бердичівського району Житомирської області, на обліку в раді перебувало с. Іванківці.
11 серпня 1954 року, внаслідок виконання указу Президії Верховної ради Української РСР «Про укрупнення сільських рад по Житомирській області», до складу ради приєднане с. Семенівка ліквідованої Семенівської сільської ради Бердичівського району.
На 1 січня 1972 року сільська рада входила до складу Бердичівського району Житомирської області, на обліку в раді перебували села Іванківці та Семенівка.
Припинила існування 30 грудня 2016 року через об'єднання до складу Семенівської сільської територіальної громади Бердичівського району Житомирської області.
Входила до складу Білопільського (7.03.1923 р.), Бердичівського (17.06.1925 р., 28.06.1940 р.) районів та Бердичівської міської ради (15.09.1930 р.).